# Museo delle storie di Pieve
Il museo delle storie di Pieve è un museo italiano situato a Pieve di Cento distribuito su due sedi, una presso la Rocca e l'altra presso Porta Bologna. Il museo racconta la millenaria storia di Pieve, partendo dalla sua fondazione e passando per tutti i cambiamenti avvenuti al territorio, all'urbanistica, alla cultura, all'economia e alla società.
Il museo è stato inaugurato il 15 novembre del 2015.

## Percorso museale
Il museo si articola su due sedi. 
Presso la rocca cittadina sono presenti otto sale che raccontano la storia di Pieve mediante reperti e moderne tecnologie: Salotto delle Storie, Sala dell’Accessibilità, Sala Matilde di Canossa, Sala Antonio di Vincenzo, Sala Fratelli Taddia, Sala Angelo Gessi, Sala Sergio Baraldi.
La storia di Pieve di Cento viene raccontata fin dalle origini della cittadina, analizzando le sue trasformazioni territoriali e urbanistiche. Viene poi illustrata l'evoluzione economica e sociale, con argomenti quali l'artigianato, l'industria e la lavorazione della canapa (alla quale è dedicato il Museo della canapa di Porta Asìa). Vi è una sala dedicata all'istituto della Partecipanza Agraria in cui sono evidenziati i nessi con il Crocifisso Miracoloso custodito e venerato nella Chiesa collegiata di Santa Maria Maggiore. Infine, una sala è dedicata ai personaggi illustri pievesi che si sono distinti nell'ambito culturale, artistico e sportivo.
Presso Porta Bologna è presente invece l'archivio fotografico digitale "Giovanni Melloni". Tramite la libreria digitale testuale è possibile percorrere la storia di Pieve, fino ai periodi più prossimi ai giorni nostri.